# Hjertetyven (film fra 1920)
 For alternative betydninger, se Hjertetyven. (Se også artikler, som begynder med Hjertetyven)
Hjertetyven (originaltitel Sick Abed) er en amerikansk stumfilm fra 1920 af Sam Wood.

## Medvirkende
- Wallace Reid som Reginald Jay
- Bebe Daniels som Durant
- John Steppling som John Weems
- Winifred Greenwood som Constance Weems
- Tully Marshall som Chalmers
- Clarence Geldart som Dr. Macklyn
- Lucien Littlefield som Dr. Widner
- Robert Bolder som Dr. Flexner
- Lorenza Lazzarini
- George Kuwa som Wing Chow